# Fleisnitzmühle
Fleisnitzmühle ist ein Gemeindeteil der Marktes Stammbach im Landkreis Hof (Oberfranken, Bayern). Fleisnitzmühle liegt in der Gemarkung Fleisnitz.

## Geografie
Die Einöde liegt an der Ölschnitz. Die Kreisstraße HO 20 führt nach Fleisnitz (0,7 km östlich) bzw. nach Metzlesdorf (1,2 km westlich).

## Geschichte
Fleisnitzmühle gehörte zur Realgemeinde Fleisnitz. Gegen Ende des 18. Jahrhunderts bestand Fleisnitzmühle aus einem Anwesen. Die Hochgerichtsbarkeit stand dem bayreuthischen Vogteiamt Stammbach zu. Das bayreuthische Kastenamt Kulmbach war Grundherr des Viertelhofes mit Mühle.
Von 1797 bis 1810 unterstand Fleisnitzmühle dem Justiz- und Kammeramt Gefrees. Infolge des Ersten Gemeindeedikts wurde Fleisnitzmühle dem 1812 gebildeten Steuerdistrikt Streitau und der zugleich entstandenen Ruralgemeinde Fleisnitz zugewiesen. 1938 erfolgte die Eingemeindung nach Stammbach.

### Einwohnerentwicklung
| Jahr      | 1812  | 1900  | 1925   | 1950   | 1961   | 1970   | 1987  |
| Einwohner | *     | 14    | 6      | 12     | 8      | 5      | 5     |
| Häuser    | *     | 1     | 1      | 1      | 1      |        | 1     |
| Quelle    | [ 6 ] | [ 9 ] | [ 10 ] | [ 11 ] | [ 12 ] | [ 13 ] | [ 1 ] |

## Religion
Fleisnitzmühle ist evangelisch-lutherisch geprägt und bis heute nach St. Maria (Stammbach) gepfarrt.